# Dead Set
Dead Set, a Espanya titulada Dead Set: Muerte en Directo, és una sèrie de televisió anglesa de terror. Creada per l'escriptor anglès Charlie Brooker, fou nominada pels premis BAFTA el 2009. La sèrie rodada a la casa del Gran Hermano britànic, va ser estrenada al canal E4 el 27 d'octubre de 2008. Els cinc episodis amb què consta la sèrie van ser emesos en cinc nits consecutives. A Espanya es va emetre el 25 de juliol de 2009 en el Canal+ i el 15 de desembre en el canal Cuatro.